# Heber Doust Curtis
Pour les articles homonymes, voir Doust et Curtis.
Heber Doust Curtis (né le 27 juin 1872, mort le 8 janvier 1942) était un astronome américain.

## Biographie
Il fut directeur de l'observatoire Allegheny. Il est surtout connu comme l'un des participants du Grand débat de 1920 avec Harlow Shapley sur la nature des nébuleuses et des galaxies et sur la taille de l'univers.
| (23400) A913 CF | 11 février 1913 |